# Little Simz
Simbiatu "Simbi" Abisola Abiola Ajikawo (Islington, Regne Unit, 23 de febrer de 1994) més coneguda pel seu nom artístic Little Simz, és una rapera, cantant i actriu britànica. Va guanyar protagonisme amb el llançament independent dels seus tres primers àlbums; A Curious Tale of Trials + Persons (2015), Stillness in Wonderland (2016) i Grey Area (2019), l'últim dels quals va ser finalista per al Mercury Prize i va guanyar els premis al millor àlbum tant als Ivor Novello Awards com als Premis NME. El seu quart àlbum, Sometimes I Might Be Introvert (2021) va rebre un gran reconeixement de la crítica, amb diverses publicacions que el van considerar el millor àlbum del 2021. Va guanyar el Mercury Prize 2022. També li va valer el Brit Award 2022 al Millor Artista Nou i el Premi Libera al Millor Disc de Hip-Hop/Rap.

## Primers anys de vida
Ajikawo va néixer a Islington, Londres, de pares nigerians. Va ser criada en una finca del consell amb dues germanes grans. La seva mare també va ser acollidora durant la seva infància. Ella és d'ètnia ioruba.
Va estudiar a Highbury Fields School de Londres i va assistir al St Mary 's Youth Club d'Upper Street, a Islington, al qual també van assistir les estrelles del pop Leona Lewis i Alexandra Burke. Ajikawo ha atribuït la influència de Mary's Youth Club en la seva carrera, descrivint-la com "el lloc on tot va començar per a mi... una segona casa".
Més tard, Ajikawo va estudiar al Westminster Kingsway College i la Universitat de West London on va continuar la seva carrera musical des d'allà.

## Carrera

### Actriu
La carrera d'actriu de Simz va començar amb el paper de Vicky a la sèrie infantil Spirit Warriors de la BBC, emesa originalment el 2010, i el de Meleka a la sèrie de televisió E4, Youngers. Va ser narradora de la sèrie de televisió Afrofuturism i va interpretar Shelley al revival de Netflix i la tercera sèrie de Top Boy que es va estrenar a la tardor del 2019. Va aparèixer com a ella mateixa a la pel·lícula de Sony/Marvel Venom - Let There Be Carnage, cantant la seva cançó Venom en una discoteca.

### Música

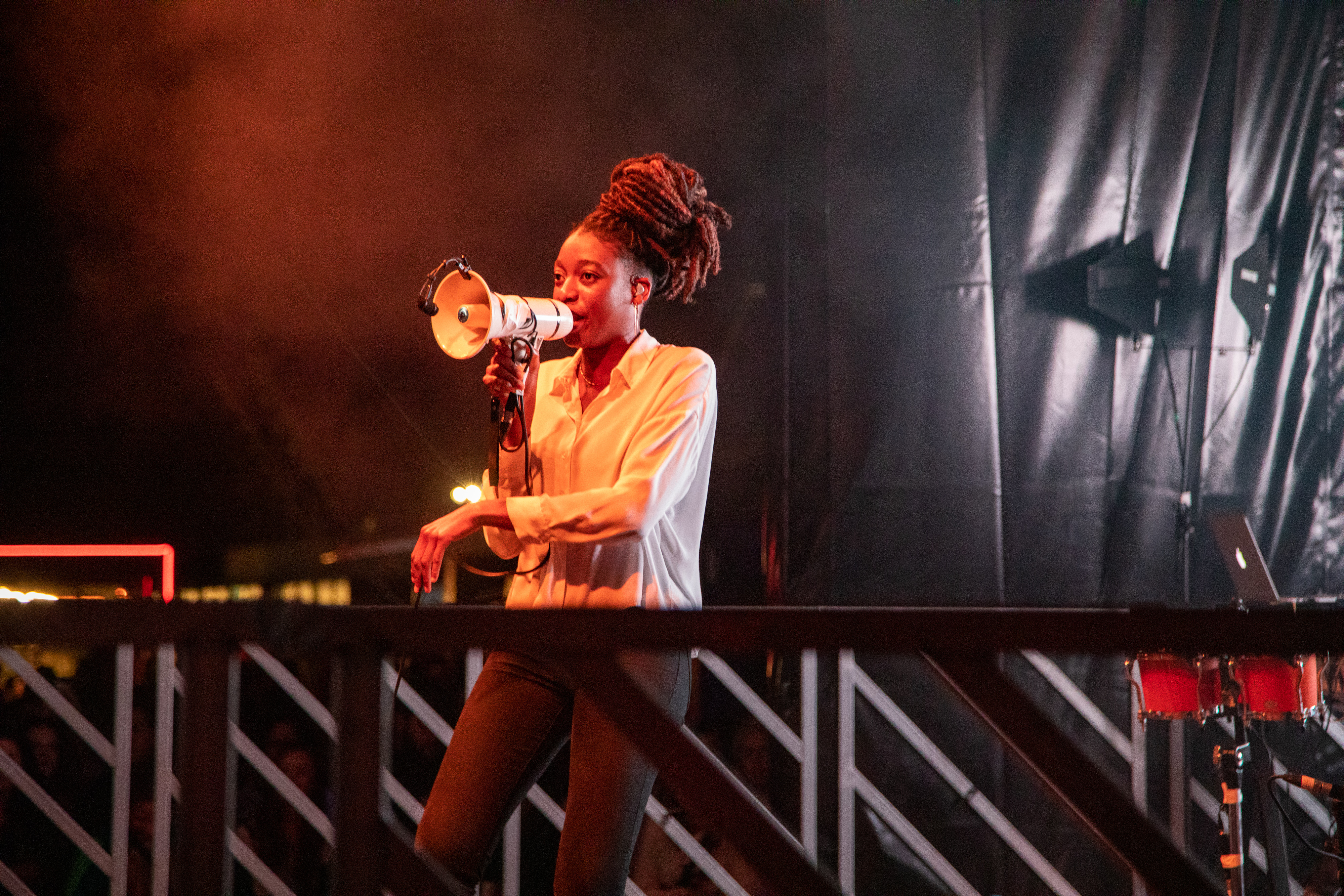
Little Simz al Primavera Sound 2019 a Barcelona

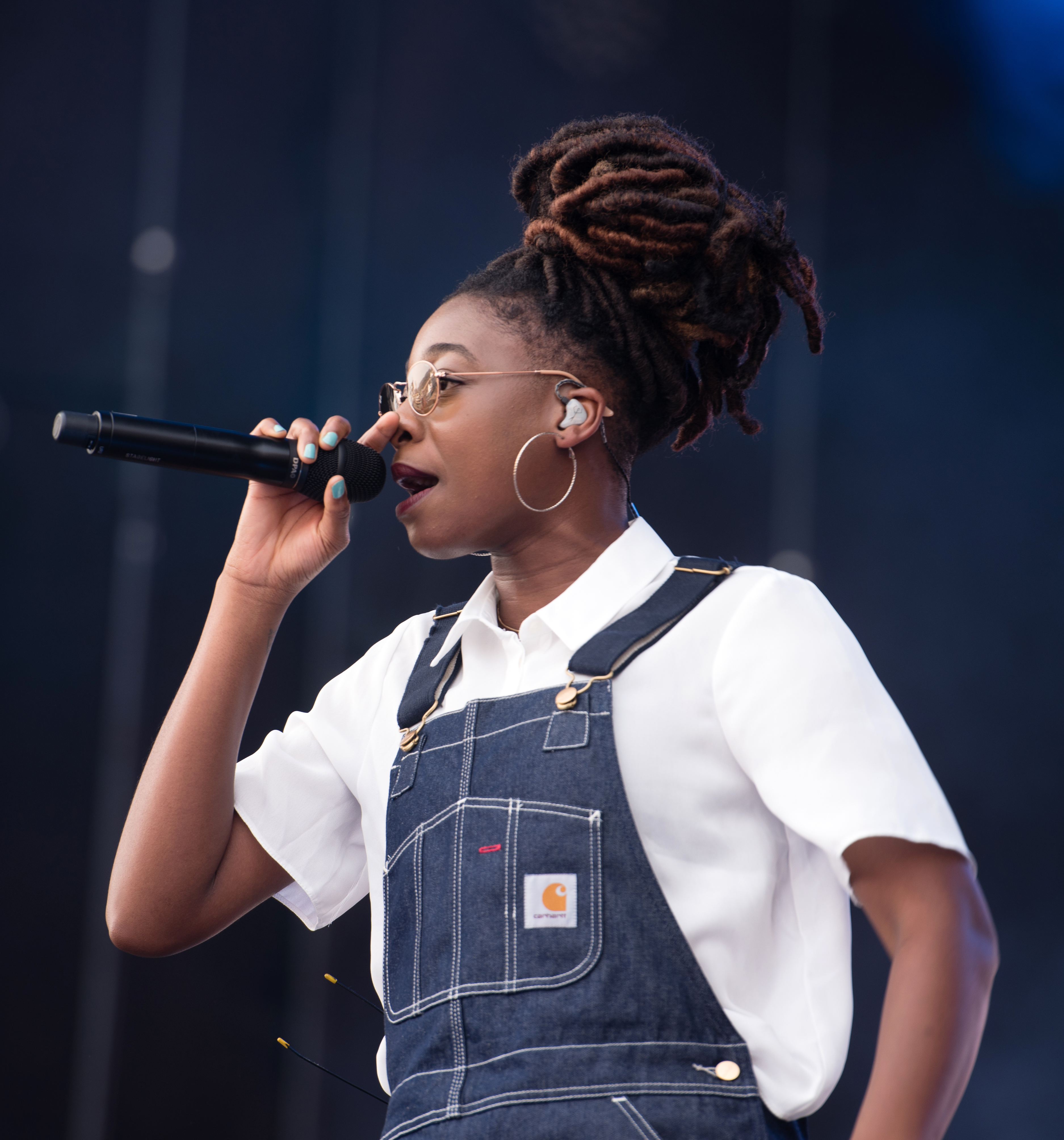
Little Simz actuant el 2019

Ella mateixa descriu la seva música com a rap i experimental. Tot i que està estretament afiliada al gènere grime, també s'ha inspirat en altres gèneres com el reggae, el blues, el synth-rock i el R&B jazzístic.
Simz ha actuat a Rising Tide, iluvlive, Industry Takeover (Urban Development) Hackney Empire, Somerset House i House of Lords. També va actuar a la BBC 1Xtra Prom 2015 al Royal Albert Hall, al costat d'una orquestra completa dirigida per Jules Buckley. També es pot escoltar Simz a la banda sonora de la pel·lícula Leave to Remain, interpretant la cançó "Leave It As That". A principis de 2013, va aparèixer a BBC Radio 1Xtra per parlar de la seva actuació al Hackney Weekend. Simz va continuar fent una sessió de Maida Vale per a Huw Stephens. També ha rebut elogis de Kendrick Lamar.
El 16 de desembre de 2016 va llançar el seu segon àlbum d'estudi Stillness in Wonderland. Es va inspirar en Les aventures d'Alícia al país de les meravelles i amb el suport d'un còmic, una exposició d'art i un festival. El 2017, va actuar com a telonera de Gorillaz durant la seva gira Humanz, i va ser la vocalista de la cançó "Garage Palace", que apareix a l'edició Super Deluxe del seu àlbum Humanz.
Simz llança la seva música amb el seu propi segell discogràfic Age 101 Music amb un acord de llicència de distribució exclusiva amb AWAL Recordings. El 6 de setembre de 2018, Simz i el seu segell AGE 101 van signar un acord mundial amb AWAL Recordings, després que AWAL hagués distribuït el seu àlbum debut "A Curious Tale of Trials + Persons" el 2015. Aquest acord es va renovar el 18 de juny de 2020.
El seu àlbum d'estudi del 2019, Grey Area, va ser llançat amb èxit de crítica i va ser nominat al Mercury Prize i al Premi European Independent Album of the Year d' IMPALA (2019).
El 3 de setembre de 2021, va llançar el seu quart àlbum d'estudi, Sometimes I Might Be Introvert, debutant al número 4 de les llistes d'àlbums del Regne Unit i guanyant l'Àlbum de l'any de la BBC 6.
El 6 de desembre de 2022, Simz va anunciar el seu proper cinquè àlbum d'estudi, No Thank You, que va ser llançat el 12 de desembre.

## Vida personal
Ajikawo viu a Londres. És amiga d'infància de l'actor Fady Elsayed i de l'actriu Letitia Wright. Ajikawo i Wright sempre han estat molt amigues i Ajikawo va fotografiar a Wright per a l'obra d'art del seu senzill, "Selfish" el 2019. Tot i que Ajikawo creu en Déu, ara no segueix cap religió.
El 2018, el seu amic, el model Harry Uzoka, va ser assassinat i la va inspirar a escriure la seva cançó "Wounds".

## Discografia

### Àlbums d'estudi
| Títol                              | Detalls | Posicions màximes de vendes | Posicions màximes de vendes | Posicions màximes de vendes | Posicions màximes de vendes | Posicions màximes de vendes | Posicions màximes de vendes | Posicions màximes de vendes |
| Títol                              | Detalls | UK                          | UK R&B                      | UK Ind.                     | AUS                         | SCO                         | US Vendes                   | US Indie                    |
| ---------------------------------- | --- | --------------------------- | --------------------------- | --------------------------- | --------------------------- | --------------------------- | --------------------------- | --------------------------- |
| A curious tale of trials + persons | - Publicació: 18 de setembre de 2015 - Segell: Age 101 Music - Formats: CD, LP, descàrrega digital, streaming        | —                           | —                           | —                           | —                           | —                           | —                           | —                           |
| Stillness in Wonderland            | - Publicació: 16 de desembre de 2016 - Segell: Age 101 Music - Formats: CD, LP, descàrrega digital, streaming        | —                           | —                           | —                           | —                           | —                           | —                           | —                           |
| Grey Area                          | - Publicat: 1 de març de 2019 - Segell: Age 101 Music, AWAL - Formats: CD, LP, descàrrega digital, streaming         | 87                          | 1                           | 11                          | —                           | 82                          | —                           | —                           |
| Sometimes I might be introvert     | - Publicat: 3 de setembre de 2021 - Segell: Age 101 Music, AWAL - Formats: CD, LP, descàrrega digital, streaming     | 4                           | 1                           | 1                           | 40                          | 3                           | 33                          | 45                          |
| No Thank You                       | - Publicat: 12 de desembre de 2022 - Segell: Forever Living Originals, AWAL - Formats: descàrrega digital, streaming | —                           | —                           | —                           | —                           | —                           | —                           | —                           |

### Mixtapes
| Títol          | Detalls                                                                                    |
| -------------- | ------------------------------------------------------------------------------------------ |
| Stratosphere   | - Publicació: 15 d'octubre de 2010 - Segell: Age 101 Music - Formats:                      |
| Stratosphere 2 | - Publicació: 14 de setembre de 2011 - Segell: Age 101 Music - Formats:                    |
| XY. Zed        | - Publicació: 23 de febrer de 2013 - Segell: Age 101 Music - Formats: Descàrrega digital   |
| Blank Canvas   | - Publicació: 26 de desembre de 2013 - Segell: Age 101 Music - Formats: Descàrrega digital |

### EP's
| Títol                             | Detalls                                                                                               |
| --------------------------------- | --- |
| E.D.G.E                           | - Publicació: 18 de juny de 2014 - Segell: Age 101 Music - Formats: Descàrrega digital                |
| Age 101: Drop 1                   | - Publicació: 5 d'agost de 2014 - Segell: Age 101 Music - Formats: Descàrrega digital                 |
| Age 101: Drop 2                   | - Publicació: 25 de setembre de 2014 - Segell: Age 101 Music - Formats: Descàrrega digital            |
| Time Capsule                      | - Publicació: 12 de desembre de 2014 - Segell: Age 101 Music - Formats: Descàrrega digital            |
| Age 101: Drop 3\|000              | - Publicació: 18 de desembre de 2014 - Segell: Age 101 Music - Formats: Descàrrega digital            |
| The Theory of... (with Space Age) | - Publicació: 27 de gener de 2015 - Segell: Age 101 Music - Formats: Descàrrega digital               |
| Age 101: Drop 4                   | - Publicat: 28 de maig de 2015 - Segell: Age 101 Music - Formats: Descàrrega digital                  |
| Age 101: Drop X                   | - Publicació: 22 de desembre de 2015 - Segell: Age 101 Music - Formats: Descàrrega digital            |
| Project Unfollow                  | - Estrena: 2018 - Segell: Age 101 Music - Formats: Vinil                                              |
| Drop 6                            | - Publicat: 6 de maig de 2020 - Segell: Age 101 Music - Formats: Vinil, descàrrega digital, streaming |